# 剖面图
- 關於UML裡的名詞，請見「剖面图 (UML)」。
- 關於其他類似概念，請見「截面」。

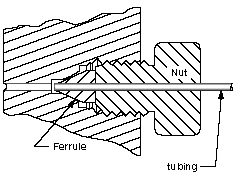
壓縮密封配合的剖面圖

在技术制图中的剖面圖，是物體在與其相交平面上的投影，可以表現假想的切開物體的平面，是在二維平面上表示三維物體內部結構的常見作法。一般會在被切割的物體上表示斜線作為識別。若有數個不同的物體，則會加上不同的斜線。
有些圖會將物體的部分剖開，在剖開的部份標示斜線，另一部份不剖開，此為半剖面圖。
物體剖面的結構會和切割平面和物體的相對位置而定，有時也會在其他視圖上說明剖面线，也就是切割平面相對物體的方位。

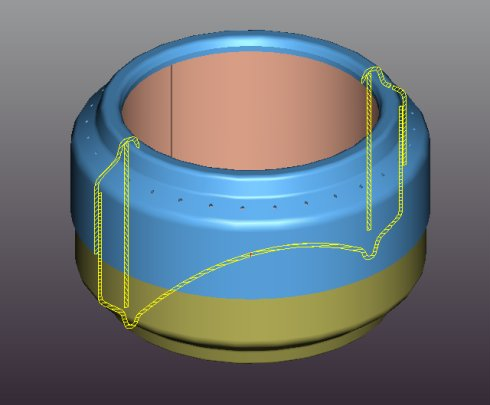
A 3-D view of a link-en|酒精燃燒器的剖面，以黃色表示
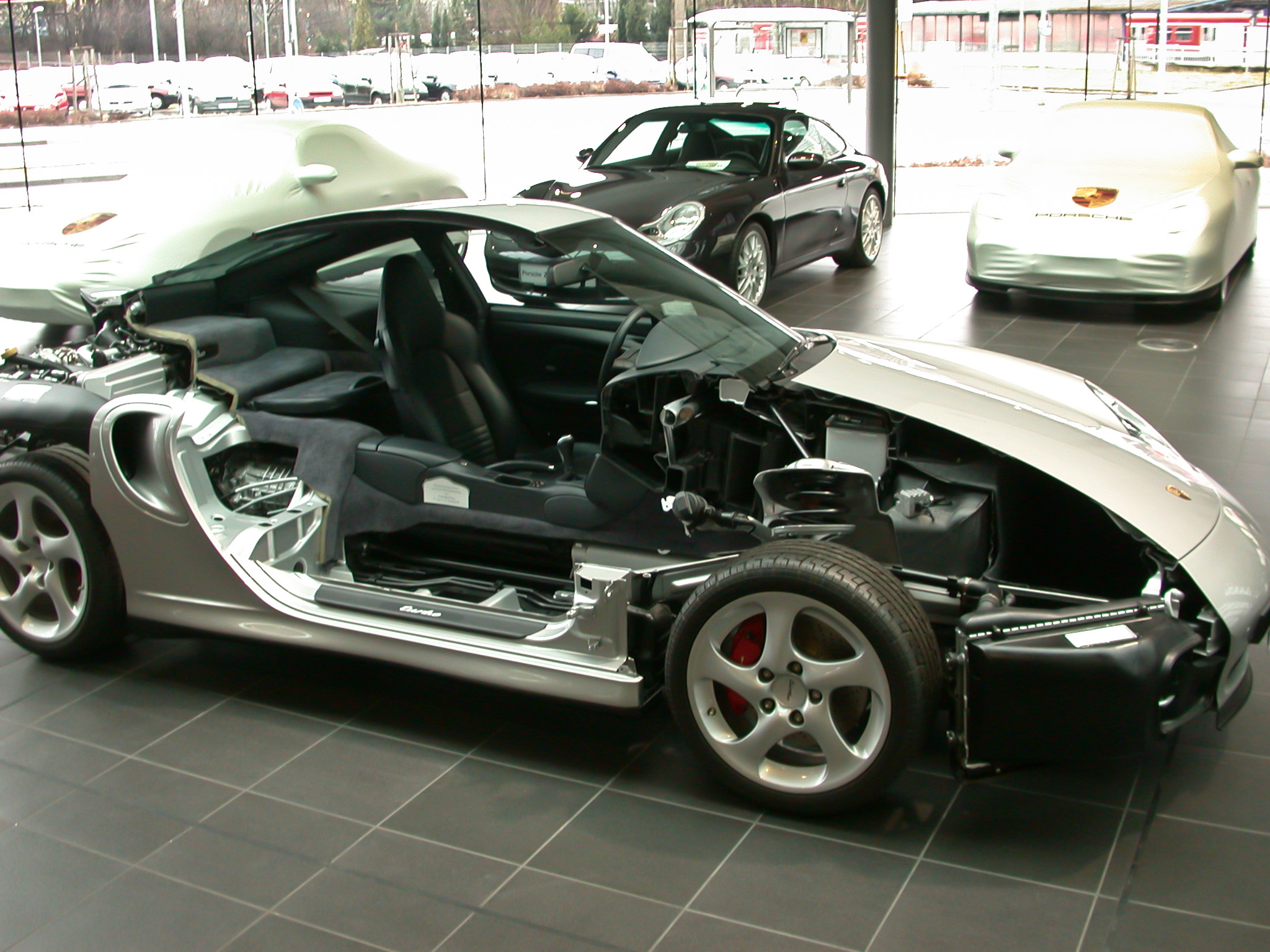
Porsche 996（英语：Porsche 996）的剖面
喷气发动机的剖面
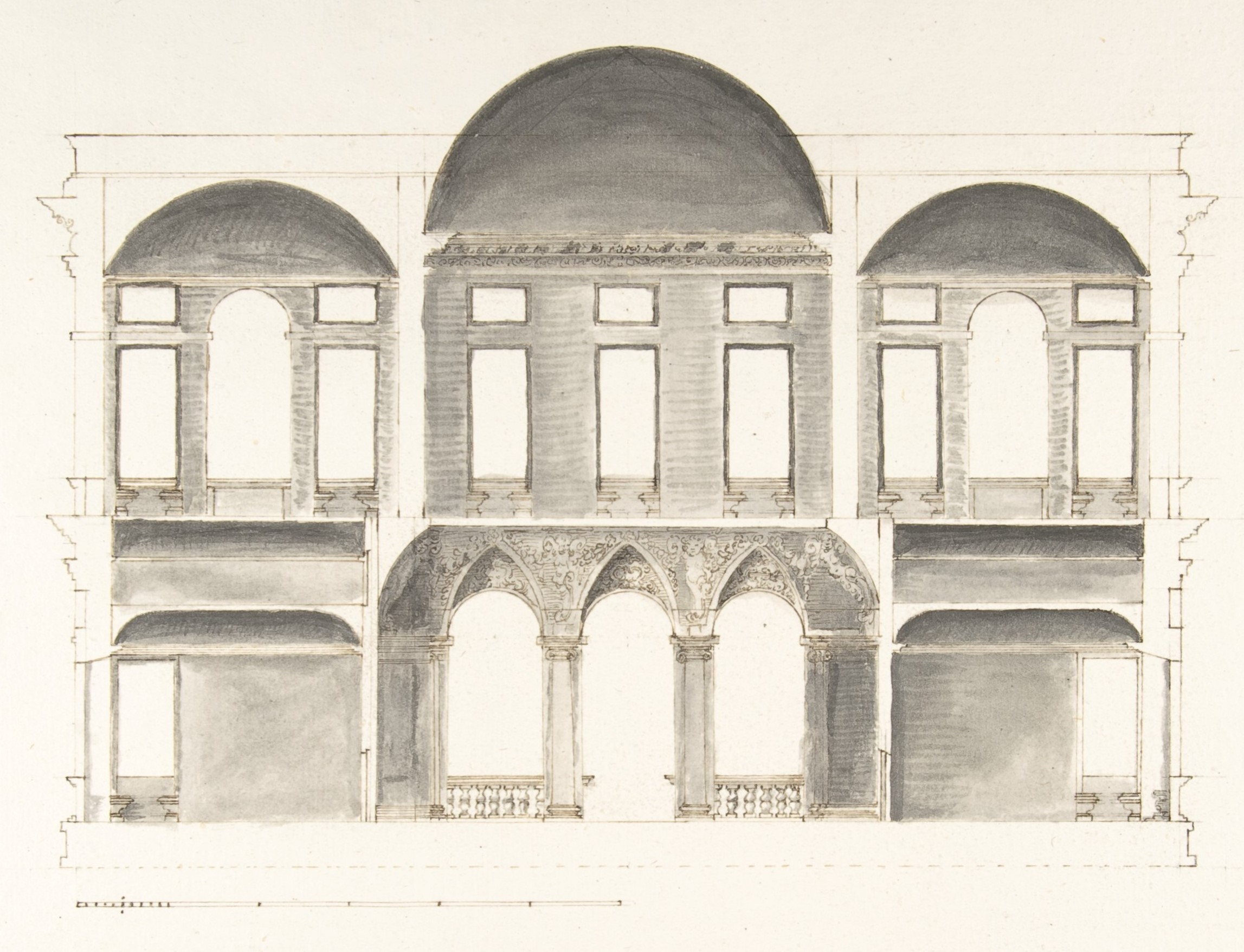
建築的剖面